# Henri de Hornes
Henri de Hornes, mort le 23 septembre 1408, est l'un des chefs de file de la révolte des habitants de la ville de Liège contre leur souverain, l'évêque de Liège. Il meurt lors la bataille décisive contre une coalition soutenant le prince-évêque.

## Biographie
Henri de Hornes est le second fils de Thierry de Hornes († après 1378) appartenant de la Maison de Hornes et de Catherine Berthout († 1380). Il est également le neveu de Arnould de Hornes. Il se marie d'abord avec Isabelle de Bueren (nl). En 1384, il se marie en secondes noces avec Marguerite de Rochefort, dame d’Ochain, fille de Wautier de Rochefort, seigneur de Haneffe et d'Ochain et d'Agnès de Houffalize. De ce mariage il eut quatre enfants :
- Thierry de Hornes, 23 septembre 1408, chanoine de la cathédrale Saint-Lambert de Liège en 1397, élu de Liège en 1406[3] ;
- Jean de Hornes, mort en 1447, seigneur de Perwez, de Duffel , etc., sénéchal de Brabant[3] ;
- Jeanne de Hornes, mariée en 1421 à Jean de Diest et morte en 1460[4] ;
- Ode de Hornes[4].

## Fonctions
En 1381, il est seigneur de Perwez et de Ternat et est nommé par Jean de Bavière sénéchal du pays de Liège et du comté de Looz. Il est également conseiller d'Antoine de Brabant et est « drossard » de Brabant en 1405 et 1406.

## La révolte des habitants de Liège
La nature hautaine et autoritaire de  Jean III de Bavière, prince-évêque de Liège, l'oppose aux Liégeois attachés à leur franchises et libertés acquises au fil du temps. Plusieurs incidents l'oppose à une faction radicale, les hait-droits. En juillet 1403, ils nomment Henri de Hornes, seigneur de Perwez, mambour de la ville. Malgré quelques tentatives d'apaisement, Jean III doit finalement se réfugier à Maastricht en 1406. Henri de Hornes est à nouveau nommé mambourg le 26 septembre 1406 et son fils Thierry, est nommé évêque par le pape d'Avignon Benoît XIII. La plupart des villes de la principauté de Liège sont en révolte, à l'exception de Saint-Trond et Maastricht. Saint-Trond est rapidement prise par les rebelles et Maastricht assiégée.
Dans ses difficultés, Jean de Bavière sollicite l'aide de sa famille et l'obtient d'autant plus facilement que le principal intéressé, Jean sans Peur, duc de Bourgogne et comte de Flandre, rêve d'asseoir sa domination sur la région.
Le 22 septembre, les armées de Bourgogne et de Hainaut font leur jonction à Montenaken, à cinquante kilomètres de Maastricht. Les révoltés cessent le siège de Maastricht et retournent dans leurs villes respectives, sauf les habitants de Huy qui passent par Liège. Henri de Hornes est conscient de la faiblesse de ses troupes par rapport aux soldats de métier réunis par Jean sans Peur et ses alliés. Il propose donc de répartir son armée dans les bourgs de la région afin de mener une guerre d'usure à l'armée bourguignonne. Les hait-droits refusent et l'obligent à se porter au-devant des assaillants. Henri de Hornes envisage alors d'attaquer immédiatement l'avant-garde de Guillaume de Hainaut qu'il sait éloignée du gros de l'armée de Jean sans Peur. Ce dernier prend conscience de la situation, grâce à ses espions, et rassemble ses troupes.
Le 23 septembre 1408, les Liégeois prennent position sur une petite colline de la plaine d'Othée au sud de Tongres rapidement aménagée de défenses. Ils disposent essentiellement d'hommes de pied, de quelques centaines de cavaliers et d'une centaine d'archers anglais,. Au centre, se trouve le gonfanon de saint Lambert, censé protéger les troupes, avec le jeune comte Henri de Salm,. Les meilleurs des troupes liégeoises placées en avant et celles moins expérimentées en arrière, protégées par un rempart de chariots. En face s'aligne la fine fleur de la chevalerie de Flandre, de Hainaut, de Brabant et de Bourgogne. Jean sans Peur détache un millier d'hommes de pied et quatre cents cavaliers, sous les ordres de Jean de Croÿ et du seigneur de Heilly, qui sont mis en réserve pour attaquer par le flanc une fois le combat engagé.
Henri de Perwez souhaite aller repousser la réserve bourguignonne avec ses sept cents cavaliers mais sa proposition est refusée par les Liégeois qui s'imaginent que leur chef veut les abandonner. Il rejoint donc avec les autres nobles la première ligne de la masse des troupes rebelles. La charge bourguignonne est lancée à pied sous les tirs d'artillerie liégeois. Les nobles rebelles portent leurs efforts en direction de la bannière du duc. Le choc des deux armées est brutal et nul ne peut prétendre en connaître l'issue jusqu'à l'attaque de l'arrière-garde liégeoise par la réserve bourguignonne, qui désorganise les troupes rebelles en les serrant de toutes parts, si bien que beaucoup périssent étouffés. 2 000 Tongrois menés par Jean de Hornes, l'autre fils de Henri de Hornes, viennent participer à la bataille qu'ils pensent à tort gagnée et subissent de lourdes pertes (environ trois cents morts ou prisonniers). Les Liégeois sont massacrés sur place, sur les ordres de Jean sans Peur qui avait interdit qu'on fît grâce à aucun prisonnier. Henri et Thierry de Hornes, de même que les principaux nobles de l'armée liégeoise périssent dans la bataille. Jean de Hornes parvient à se retirer après la bataille.
La victoire de l'armée de Jean sans Peur est suivie d'une répression féroce. Outre les pertes sur le champ de bataille, Jean III, arrivé le lendemain de Maastricht, fait supplicier et exécuter les Hait-droits, les prêtres qui ont soutenu Thierry de Hornes, ainsi que les familles des nobles rebelles, dont la veuve d'Henri de Hornes. Il gagnera le surnom de Jean sans Pitié,.
Toutes les chartes, franchises et libertés accordées à la cité de Liège doivent être à nouveau examinées par le prince-évêque, qui choisit lesquelles seront rendues à la ville. Les notables de la ville (baillis, prévôts, maires) sont désormais nommés par l'évêque. La cité doit payer une amende estimée à 220 000 écus.